# عوافی
عوافی یک روستا در ایران است که در دهستان ملاثانی واقع شده است.